# Osamu Shimomura
Osamu Shimomura (japonès: 下村 脩, Shimomura Osamu) (Fukuchiyama, Prefectura de Kyoto, Japó, 27 d'agost de 1928) és un químic orgànic i biòleg marí japonès, guardonat amb el Premi Nobel de Química l'any 2008 pel desenvolupament de la proteïna verda fluorescent.

## Biografia
Nascut a la ciutat de Fukuchiyama, però educat inicialment a Manxúria i posteriorment a Osaka, on el seu pare estava destinat com a oficial de l'exèrcit. Va estudiar química orgànica a la Universitat de Nagoya, en la qual es va doctorar en 1960.
En 1956, mentrestant preparava el doctorat, Shimomura va començar a treballar a la universitat com a assistent del professor Yoshimasa Hirata. Als anys 60 el professor Frank Johnson de la Universitat de Princeton va reclutar el jove Shimomura. Interessat per la química orgànica, aconseguí juntament amb els seus col·laboradors Martin Chalfie i Roger Yonchien Tsien el descobriment i desenvolupament de la proteïna verda fluorescent gràcies als seus estudis de la medusa Aequorea victoria i de la proteïna aequorina. L'any 2008 els tres foren guardonats amb el Premi Nobel de Química per aquest descobriment. Va ser professor emèrit de l'Escola de Medicina d'Universitat de Boston (Estats Units).